# شاخص قیمت‌گذاری دوگانه
در اقتصاد، تئوری تقاضای دوگانه (hedonic regression) یا (hedonic demand theory) یک روش آشکارا برتر برای تخمین تقاضا یا ارزش‌گذاری است. این روش آیتم مورد نظر را به اجزای تشکیل دهنده آن تجزیه می‌کند. همچنین شامل ارزیابی‌های مربوط به ارزش هر کدام از مشخصه‌های سازنده است. این امر مستلزم این است که کالای مرکب ارزش‌گذاری شده را بتوان به اجزای سازنده آن تجزیه کرد و ارزش اجزای آن را در بازار مشخص نمود. مدل‌های دوگانه معمولاً از آنالیز رگرسیون بهره می‌برند؛ گرچه روش‌های مرسوم تر - مانند شبکه‌های تطبیقی برای فروش(sales adjustment grids) – موارد خاصی از مدل‌های دوگانه هستند.
یک بردار ویژگی (attribute vector) – که ممکن است متغیر ساختگی یا واقعی باشد- به یک ویژگی خاص یا گروهی از ویژگی‌ها نسبت داده می‌شود. مدل‌های دوگانه با غیر خطی بودن، تقابل متغیرها یا سایر شرایط پیچیده ارزش‌گذاری مطابقت و سازگاری دارد.
مدل‌های دوگانه در ارزیابی بازار املاک و مستغلات و اقتصاد مربوط به آن و همچنین محاسبات شاخص قیمت مشتری (CPI) پرکاربرد است. در محاسبات CPI رگرسیون دوگانه برای کنترل تأثیر تغییرات کیفیت کالا مورد استفاده است. تغییرات قیمت به علت تأثیرات جانشینی، موضوع تطبیق کیفیت دوگانه است.

## روش قیمت‌گذاری دوگانه (Hedonic Pricing Model)
خدمات محیطی و جانبی، معمولاً بر قیمتهای محصولات بازار تأثیر می‌گذارد. روش قیمت گذاری دوگانه برای ارزیابی ارزش اقتصادی این گونه خدمات به کار گرفته می‌شود.
کاربرد این روش در آشکار کردن تأثیر ویژگی‌های محیطی در نوساناتی است که در قیمت‌گذاری محلی املاک و مستغلات اتفاق می افتد. این روش بسیاری اوقات برای تخمین هزینه‌ها استفاده می‌شود. این هزینه‌ها مرتبط است با:
- کیفیت کلی محیط در چارچوب آلودگی هوا، آلودگی آب و سر و صدا
- سازگاری‌های محیطی که شامل زیبایی‌های ظاهر ساختمان و نزدیکی به اماکن تفریحی مانند پارکها، ساحل و ... هستند.

باید به این نکته توجه کرد که روش قیمت‌گذاری دوگانه بر این واقعیت استوار است که بهای کالاها در بازار برآمده از ویژگی‌های آنهاست. مثلاً بهای یک شلوار به عواملی چون راحتی، جنس پارچه استفاده شده، برند و خوش ترکیب بودن آن بستگی دارد. بنابراین، روش حاضر به ما کمک می‌کند ارزش یک کالا را بر اساس تمایل مردم به پرداخت پول برای آن کالا - حتی زمانی که مشخصات آن تغییر می‌کند- تخمین بزنیم.
نمونه‌ای که بیش از همه مورد استفاده قرار می‌گیرد، بازار املاک و مستغلات است؛ جایی که ارزش دو ساختمان - که به گونه‌ای دیگر نیز قابل قیاس هستند- بر پایه امکانات محیطی گوناگون، تغییر می‌کنند. اگر افت قیمت برای ساختمان‌های اطراف زمین مرطوب، قابل اندازه‌گیری باشد؛ اختلاف قیمت مربوط به هزینه تحمیل شده از سوی زمین مرطوب است. این تمایل به پرداخت هزینه برای تمیزی و سکوت و آرامش محله‌ای ست که ساختمان مورد نظر در آن واقع است؛ مخصوصاً ساختمان‌های گران قیمت تر. روش‌های رگرسیون دوگانه برای ارزیابی و تخمین این تفاضل‌های قیمتی استفاده می‌شود.
همان طور که پیشتر اشاره شد؛ روش قیمت‌گذاری دوگانه، نمونه‌ای کارآمد از روش‌های ارزش‌گذاری است و از بازارهای جایگزین برای تخمین ارزش تسهیلات محیطی بهره می‌برد. مفهوم بازارهای جایگزین زمانی مورد استفاده قرار می‌گیرد که نتوان قیمتهای بازار را برای کالاهای مشخص محیطی به خوبی تخمین زد. در نتیجه کالای دیگر که در بازار فروخته شده و مرتبط با کالای مورد نظر- کالای محیطی که در بازار وجود ندارد- است؛ انتخاب می‌شود.
برای مثال، اگر بخواهیم ارزش تخمین زده شده توسط یک فرد برای هوای پاک را بدانیم، ممکن است او ترجیح و تمایل خود را در چهارچوب بنا نهادن خانه‌اش در یک جامعه پاک و پرداخت پول بیشتر برای آن ابراز کند. بنابراین، با روش قیمت‌گذاری دوگانه، جزء محیطی بهای کالا و قیمت بازار آن را می‌توان از یکدیگر تفکیک کرد. در عوض، این قیمت بازار به عنوان جایگزینی برای ارزش محیطی استفاده می‌شود.
مدل‌های دوگانه و ارزش‌گذاری املاک و مستغلات
در بازار املاک و مستغلات، از این روش برای رویارویی با مشکلات و مسایلی استفاده می‌شود که مرتبط با کاوش و بررسی کالاهای ناهمگون نظیر ساختمان است. از آنجایی که ساختمان‌ها بسیار متفاوت هستند؛ تخمین میزان تقاضای عمومی برای آن بسیار دشوار است. در عوض، این‌طور فرض می‌شود که یک خانه را می‌توان به مشخصات ساختاری آن مانند تعداد اتاق‌های خواب، زیربنای ساختمان یا فاصله آن با مرکز شهر، معرفی کرد. معادلات رگرسیون، به‌طور مجزا بر این ویژگی‌ها (یا دسته‌ای از ویژگی‌ها) عمل می‌کند و قیمتها (در مدل‌های افزایشی) و انعطاف‌پذیری را (در مدل‌های لگاریتمی) برای هر کدام از آن‌ها تخمین می زند. برای ایجاد یک شاخص قیمتی می‌توان از این اطلاعات استفاده کرد که برای مقایسه قیمت مسکن در شهرهای مختلف یا انجام تحلیل سری‌های زمانی مورد استفاده قرار می‌گیرد. چنانکه با محاسباتCPI (شاخص قیمت مشتری)، روش قیمت‌گذاری دوگانه را می‌توان برای اصلاح تغییرات کیفتیی در شکل‌دهی شاخص قیمت مسکن به کار برد. همچنین می‌توان از این روش برای ارزیابی ارزش ملک در شرایطی که داده‌های مشخصی برای نقل و انتقالات بازار وجود ندارد، بهره برد. همچنین این روش برای تحلیل تقاضای مسکن به‌طور عمومی و تحلیل تقاضای مشخصات گوناگون مسکن به‌طور اختصاصی کارایی دارد. به علاوه، از این روش برای راستی آزمایی فرضیه‌ها در اقتصاد فضایی (علم اختصاص بهینه منابع در فضا و مکانی که فعالیت اقتصادی در جریان است) استفاده شده‌است.
استانداردهای یکنواخت در عملیات حرفه‌ای تعیین قیمت، استانداردهای انبوه ارزیابی قیمت را پوشش می‌دهد تا استفاده از رگرسیون دوگانه و سایر مدل‌های ارزیابی خودکار را برای تعیین قیمت در حوزه املاک و مستغلات در برگیرد. روش تعیین قیمت، رگرسیون دوگانه را به عنوان یک ساختار قوی از رویکرد مقایسه فروش در نظر می‌گیرد. مدل‌های دوگانه معمولاً در ارزیابی مالیات، دعاوی قضایی، مطالعات آکادمیک و سابر پروژه‌های عظیم برآورد قیمت مورد استفاده قرار می‌گیرد.

## کاربرد روش قیمت‌گذاری دوگانه
نخستین فرضیه‌ای که در مطالعه روش قیمت‌گذاری دوگانه بنا نهاده می‌شود؛ این است که ارزش یک خانه برآمده از ترکیب خاصی از ویژگی‌های آن است؛ با توجه به این که ساختمان‌های با ویژگی‌های کیفی بالاتر قیمت بالاتری را در مقایسه با آن‌هایی که ویژگی‌های کم کیفیت تری دارند؛ درخواست می‌کنند. این، کاربرد قیمت‌گذاری دوگانه است.
بنابراین قیمت یک خانه، برآمده از ویژگی‌های ساختاری( s۱،s۲،s۳،…)، ویژگی‌های محلی و همسایگی (n۱،n۲،n۳،…) و ویژگی‌های محیطی(e۱،e۲،e۳،…) آن است.
ویژگی‌های ساختاری می‌تواند اندازه خانه، تعداد اتاق‌ها، نوع کف پوش یا مانند آن‌ها باشد. ویژگی‌های محلی و همسایگی شامل متغیرهایی مانند کیفیت جاده‌ها، شیک بودن منطقه و ... است. و بالاخره ویژگی‌های محیطی متغیرهایی نظیر کیفیت آب و هوا، نزدیکی به پارک‌های تفریحی و سواحل را در بر می‌گیرد.
آنالیزها در دو مرحله انجام می پذیرد. مرحله اول شامل به‌کارگیری روش‌های رگرسیون برای ارزیابی تابع قیمت‌گذاری دوگانه برای ساختمان مورد نظر است. این تابع، قیمت بسیاری از ساختمان‌های موجود در یک منطقه را به ویژگی‌های آن‌ها نسبت می‌دهد.
بنابراین برای تابع قیمت : Price Function(P)= f(s۱،s۲،…s۳…sj; n۲،n۳،…nj; e۱،e۲،e۳،…ej)
این تابع ممکن است خطی یا غیر خطی باشد. قیمتها ممکن است در یک روند صعودی یا نزولی و با نوسان ویژگی‌های ساختمان، تغییر کنند.
اکنون وقتی نسبت به هر کدام از متغیرهای بالا از تابع قیمت مشتق بگیرید؛ تابع ضمنی قیمت برای آن متغیر خاص به دست می‌آید. از آنجا که مردم تابع قیمت را براساس تمایل پرداخت خود به منظور کسب کیفیت یا کمیت بهتر مشخصه‌های ساختمان رقم می زنند؛ این تابع را به‌طور غیرمستقیم در اختیار داریم و از این رو آن را ضمنی در نظر می‌گیریم.
در مرحله دوم، این قیمتهای ضمنی در برابر کیفیت یا کمیتهای واقعی که توسط مردم انتخاب شده اند؛ عقب نشینی می‌کنند. نتایج این بررسی‌ها، اندازه نوسان متغیرها را به ازای یک واحد تغییر در هر کدام از آن‌ها و با ثابت در نظر گرفتن سایر متغیرها، نشان می‌دهد. با این حال، ممکن است برخی از متغیرها تصحیح شوند. این تصحیح، تغییرات مقتضی را در مقدار آن‌ها به وجود می‌آورد.

## مزایا
- تطبیق پذیری: این روش می‌تواند برای رسیدگی به اثرات متقابل بین کیفیت محیطی و کالاهای عرضه شده در بازار مناسب باشد.
- این روش معمولاً برای تخمین مقادیری به کار می‌رود که انتخاب‌های واقعی مردم را در بازار رقم می زنند.
- بازار املاک و مستغلات اشاره خوبی به مقادیر دارد، همچنان که در پاسخگویی به اطلاعات نیز نسبتاً سودمند است.
- جمع آوری داده از فروش املاک و مشخصات آن نسبتاً ساده‌تر است؛ و می‌توان آن را به آسانی با منابع ثانویه داده ها مقایسه کرد تا متغیرهای توصیفی را برای آنالیز رگرسیون به دست آورد.

## محدودیت‌ها
- حوزه کاربرد این روش محدود به اندازه‌گیری مزایای محیطی است که تنها مرتبط با قیمتهای خانه است.
- داده‌هایی که باید جمع‌آوری شده و بر روی آن کار شود؛ بسیار زیاد هستند.
- پیش نیاز این روش این است که همه باید از پیامدهای مثبت و منفی خارجی که مرتبط با امر خرید ساختمان‌های مسکونی هستند؛ آگاهی قبلی داشته باشند. برای نمونه، داشتن آگاهی قبلی از میزان آلودگی در حومه اماکن صنعتی، مهم است. البته این فقط یک مثال است و عینیت ندارد.
- در دسترس بودن و قابل استفاده بودن داده‌ها به‌طور مستقیم بر زمان و هزینه‌ای که برای پیش برد کاربرد سنجی مدل صرف می‌شود؛ تأثیر می‌گذارد.
- این روش، تمایل مردم به پرداخت هزینه برای امکانات محیطی گوناگون و پی آمدهای آن را برآورد می‌کند. در عین حال، اگر مردم به ارتباط بین ویژگی‌های کیفی محیط و منافع آن برای ساختمان مسکونی خود آگاه نباشند؛ تأثیر آن متغیر بر بهای ساختمان منعکس نمی‌شود.
- محدودیتهای بازار: فرض این مدل این است که با داشتن درآمد، مردم می‌توانند ترکیبی از ویژگی‌های مورد نظر خود را انتخاب کنند. آنچه از نگاه دور مانده این است که بازار املاک از فاکتورهای خارجی هم تأثیر می پذیرد؛ مانند نرخ بهره، سیستم مالیات دهی و ... برای نمونه فرض کنید یک خانواده می‌خواهد خانه‌ای در مرکز شهر خریداری کند؛ خانه‌ای با مساحت زیاد و دارای یک باغ. در واقعیت ممکن است خانه‌ای که نزدیک مرکز شهر است؛ کوچک بوده و باغ هم نداشته باشد.
- تجمع متغیرهای مستقل در مدل رگرسیون چندگانه: گاهی ممکن است شرایط به گونه‌ای باشد که ساختمان‌های بزرگتر تنها در مناطق تمیزتر و غیرآلوده و ساختمان‌های کوچکتر در مناطق حاشیه‌ای و آلوده یافت شوند. در این گونه موارد، به سختی می‌توان آلودگی و اندازه ساختمان را به دقت از یکدیگر تفکیک کرد.
- تغییرات قیمت: فرضیه دیگر این است که قیمتهای بازار به هر گونه دگرگونی در مشخصات به‌طور خودکار واکنش نشان داده و خود را تطبیق می‌دهد. در واقعیت این گونه نیست؛ بلکه یک تأخیر زمانی وجود دارد؛ به ویژه در مکان‌هایی که خرید و فروش املاک و مستغلات در آن‌ها محدود است.
- تفسیر مدل حاضر، نسبتاً پیچیده بوده و نیازمند سطح بالایی از دانش آماری و مهارت و تخصص است.

## انتقادها
برخی صاحب نظران، از جمله اقتصاددانان اتریشی، از دولت ایالات متحده امریکا به جهت استفاده از رگرسیون دوگانه در محاسبه CPI انتقاد کرده‌اند. این منتقدین همچنین بر این باورند که این روش می‌تواند سرپوشی باشد بر نرخ تورم واقعی که در نتیجه آن نرخ بهره ای که باید برای TIPS و هزینه امنیت اجتماعی پرداخت شود؛ پایین می‌آید.
با این حال، استفاده مشابه از مدل‌های دوگانه برای آنالیز قیمت مشتری در سایر کشورها، نشان داده است که روش‌های غیر دوگانه ممکن است تورم را به درستی در طول زمان اندازه‌گیری نکنند. زیرا تغییرات کیفیت را در محاسبات خود لحاظ نمی‌کنند.